# Jean-François Vallée
Pour les articles homonymes, voir Vallée (homonymie).
Jean-François Vallée, né le 11 août 1941 est un journaliste et réalisateur français.

## Biographie
Installé à New York depuis 1967, Jean-François Vallée travaille pour Le Monde, Le Figaro, Le Nouvel Observateur ou Rock & Folk. Parallèlement, comme grand reporter à Radio France et à la télévision, il est l'auteur de nombreux documentaires pour France 3, Arte et Canal+, avec des films comme John Lennon, Grandes Voix noires, Cent ans de jazz, Vie artificielle, F.Scott Fitzgerald, William Burroughs et plus récemment, dans le domaine de l'écologie, avec Terre nourricière et Terre vivante.